# 海老名市立海西中学校
海老名市立海西中学校（えびなしりつ かいせいちゅうがっこう）は、神奈川県海老名市さつき町にある公立中学校。

## 通学区域
- 海老名市
  - 大谷586-3・7・8・587〜817
  - 勝瀬198〜199・236〜249
  - 上郷381〜473・675〜765・790〜878・937〜951
  - 上郷1丁目
  - 上郷2丁目
  - 上郷3丁目
  - 河原口872・929〜981・987〜1029・1304〜1310・1313〜1355・1361〜1363・2499・2548
  - 河原口1丁目
  - 河原口2丁目
  - 河原口3丁目
  - 河原口4丁目
  - 河原口5丁目
  - さつき町
  - 下今泉1丁目18番〜27番
  - 中新田376〜540
  - 中新田1丁目
  - 中新田2丁目
  - 中新田3丁目
  - 中新田4丁目
  - 中新田5丁目
  - めぐみ町1番・6番・7番

## 進学前小学校
- 海老名市
  - 海老名市立有鹿小学校
  - 海老名市立中新田小学校
  - 海老名市立今泉小学校（一部は海老名市立海老名中学校・海老名市立柏ケ谷中学校へ）